# سعید شهیدی
سعید شهیدی (انگلیسی: Sayeed Shahidi؛ زادهٔ ۱۴ فوریهٔ ۲۰۰۳) هنرپیشه، بازیگر سینما، بازیگر تلویزیون و مدل اهل ایالات متحده آمریکا است.
از فیلم‌ها یا برنامه‌های تلویزیونی که وی در آن نقش داشته‌است می‌توان به الکس کراس اشاره کرد.